# Битка код Копенхагена
Прва битка код Копенхагена или бомбардовање Копенхагена одиграла се 2. априла 1801. године. Битка је део Француских револуционарних ратова и рата друге коалиције, а завршена је британском победом.

## Припреме за битку
У току балтичке експедиције, британски адмирал Хајд Паркер, на челу флоте од 20 линијских бродова, 5 фрегата и 28 других бродова (укупно око 2000 топова) кренуо је средином марта 1801. године из Портсмута према Сунду у намери да нападне Копенхаген и данску флоту пре него што савезничке флоте (шведска и руска), задржане у лукама због леда, буду у могућности да јој притекну у помоћ. Данци су између луке у Копенхагену и спруда Мидел Груна распоредили флоту комодора Олферта Фишера. У првој линији налазило се 18 линијских бродова, а у другој, на мањој дубини, топовњаче.

## Битка
Паркер се ноћу 31. марта/1. априла усидрио северно од Копенхагена, а 2. априла издвојио је за напад 12 линијских бродова под командом адмирала Нелсона. Повољним ветром, Нелсон је продро кроз јужни узани пролаз и усидрио своје бродове насупрот данским. И поред предузетих мера (мерењем дубине воде током ноћи) одмах у почетку битке (око 10 часова) насукала су се три британска брода. До 14 часова артиљерија преосталих Нелсонових бродова ућуткала је већину данских бродова на јужном крилу, а многи од њих су спустили заставу у знак предаје.
Северно крило, данске топовњаче у другој линији и снажно утврђење Трекрунер били су и даље озбиљна претња за британске бродове стешњене у уском пролазу, па је Нелсон, да би добио у времену, почео преговоре. Кад су Данци прихватили двадесетчетворочасовно примирје, он је око 4 часова наредио прекид ватре, а потом се повукао, пошто је одвукао за собом и бродове који су се предали.